# ざっくばらん (テレビドラマ)
『ざっくばらん』は、1968年10月2日から1969年3月26日まで日本テレビ系列局で放送されていたテレビドラマである。日本テレビと東宝の共同製作。本田技研工業の一社提供。全26回。放送時間は毎週水曜 21:00 - 21:30 （日本標準時）。

## 内容
東京・銀座の由緒ある呉服屋「藤よし」の一人息子・誠太郎は、父・大吉と店に反抗して放蕩三昧。三浪して大学へ入ったものの、七年間も卒業しないという日々を送っていた。誠太郎は父に勘当されるが、大学を辞めると決めた日に加代子に出会い、半襟を法外な安さで売ってしまった。それが縁か、誠太郎は加代子と夫婦になり、勘当された家へ半年ぶりに戻っていくのだった。そんな夫婦の様子を中心に描いた人生喜劇。

## 出演者
- 藤吉誠太郎：藤田まこと
- 富田（藤吉）加代子：浜木綿子
- 藤吉大吉：河津清三郎
- 咲子（誠太郎の義母）：木暮実千代
- 藤吉悦子（誠太郎の妹）：奈美悦子
- 恭子：岸本康子
- 桜井センリ
- 山波三太郎：なべおさみ
- お浜（加代子の伯母）：近松麗江
- 国やん（「花春」の板前）：天野新二
- 佐川係長：左とん平
- 番頭・山口：石田茂樹
- 蜂の巣建設・大内社長：舟橋元
- 黒川（水洗トイレ屋）：益田喜頓
- 大熊（喫茶店経営）：山下洵一郎
- ほか

## スタッフ
- 脚本：笠原良三
- 制作：日本テレビ、東宝

## サブタイトル
括弧内は各回のゲスト出演者。
1. 1968年10月2日 「息子よ大志を抱け」
2. 1968年10月9日 「大阪よいとこ」（横山ノック、曽我廼家明蝶）
3. 1968年10月16日 「恋のたこ焼」（曽我廼家明蝶）
4. 1968年10月23日 「邪魔物よ消えろ!」
5. 1968年10月30日 「さらばタコ焼きの灯よ」
6. 1968年11月6日 「夫婦は居候」
7. 1968年11月13日 「夫婦は共稼ぎ」
8. 1968年11月20日 「夫婦は宴会屋」（南利明）
9. 1968年11月27日 「夫婦は危うし」（松岡きっこ、南利明、曽我廼家五郎八、大山のぶ代）
10. 1968年12月4日 「夫婦は寝不足」（春風亭柳好）
11. 1968年12月11日 「夫婦は出戻り」
12. 1968年12月18日 「夫婦がんばれ」
13. 1968年12月25日 「夫婦は集金屋」（ザ・ドリフターズ、水木梨恵）
14. 1969年1月1日 「夫婦はヨイトマケ」（ザ・ドリフターズ）
15. 1969年1月8日 「夫婦は今年こそ!」（入江洋佑）
16. 1969年1月15日 「夫婦は大フントウ!」
17. 1969年1月22日 「夫婦は産婆さん」（高田光、中村メイコ）
18. 1969年1月29日 「夫婦は失業者」
19. 1969年2月5日 「夫婦はくさい仲」（穂積隆信）
20. 1969年2月12日 「夫婦ハチ合せ」
21. 1969年2月19日 「夫婦でヨイショ」（左卜全）
22. 1969年2月26日 「夫婦はフーフー」
23. 1969年3月5日 「夫婦はすれ違い」（園佳也子、近藤正臣、阿部京子、市川好郎）
24. 1969年3月12日 「夫婦でアタック」（市川好郎）
25. 1969年3月19日 「夫婦はハッパフミフミ」
26. 1969年3月26日 「夫婦はざっくばらん」